# Höhlenziege
Die Höhlenziege (Myotragus balearicus), auch Mausziege, ist eine ausgestorbene Art der Ziegenartigen, die auf den zu den Balearen gehörenden Inseln Mallorca und Menorca heimisch war. Nachdem zunächst eine genetische Verwandtschaft mit der Gruppe der Schafe (Ovis) angenommen wurde, konnte eine Analyse der mitochondrialen DNA gemeinsame Vorfahren mit den Takinen (Budorcas taxicolor) bestätigen.

## Beschreibung
Es sind sechs bis sieben Chronospezies der Gattung Myotragus bekannt. Die Höhlenziege war der letzte Überlebende dieser Gattung. Wahrscheinlich gelangten die Vorfahren von Myotragus während der Messinischen Salinitätskrise, einer Trockenperiode (Desikkation) in der Geschichte des Mittelmeeres, auf die späteren Inseln der Balearen. Die Isolation der Abstammungslinie der Höhlenziege begann nach der DNA-Datierung während des Pliozäns (ungefähr vor 5,35 Millionen Jahren), einer Zeit, in der sich das Becken des Mittelmeeres wieder mit Wasser aus dem Atlantik füllte und die Balearischen Inseln vom Festland abgeschnitten wurden.

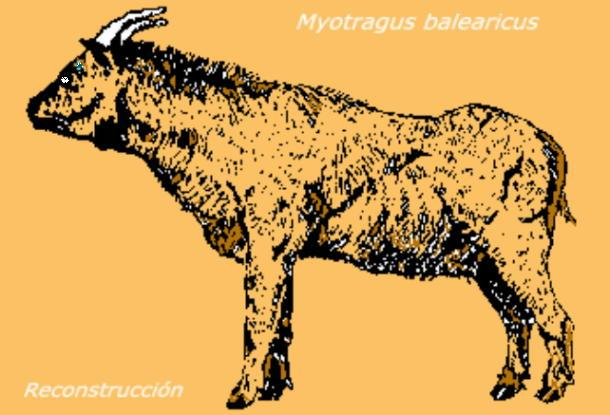
Rekonstruktion

Myotragus balearicus ist den ersten menschlichen Siedlern der Inseln begegnet und war für sie eine Jagdbeute. Offensichtlich begann die Höhlenziege nach dem Eintreffen der Menschen seltener zu werden und sich in abgelegene Gebirge zurückzuziehen. Die jüngsten Skelette stammen aus dem Zeitraum um 1800 v. Chr., so dass die Höhlenziege etwa in dieser Zeit ausgerottet worden sein dürfte. Vermutungen, dass die Höhlenziege domestiziert und später durch Ziegen vom Festland ersetzt worden ist, fallen in den Bereich der Spekulation.
Der Name der Höhlenziege ist als Analogie zu anderen Tieren des Pleistozäns gebildet worden, beispielsweise zum Höhlenbär, zum Höhlenlöwen und zur Höhlenhyäne. In Wahrheit gibt es keinerlei Anzeichen, dass dieses Tier eine Bindung zu Höhlen gehabt hätte. Mit einer Schulterhöhe von 45–50 Zentimetern und einem Gewicht von 50–70 Kilogramm war diese Ziege relativ klein; sie war jedoch kräftig gebaut und zeichnete sich durch verkürzte Beine, eine Verschmelzung der Fußwurzel und kurze, scharfe Hörner aus. Ihr bemerkenswertestes Merkmal waren jedoch extrem vergrößerte untere Schneidezähne; diese Zähne lassen sich am ehesten mit denen eines Bibers vergleichen, und es gibt Vermutungen, dass die Höhlenziege mit ihnen die Rinde von Bäumen schälte.
Die Isolation und die Anpassung an die Umwelt, wie das Fehlen von Raubtieren (außer Raubvögeln) auf den Inseln, führten auch zur Reduzierung des Gehirns und der Sinnesorgane. Die Augenhöhlen wechselten in Frontlage und damit zu einem stereoskopischen Blick. Myotragus war besonders langlebig, was auf fehlende gefahrvolle Umwelteinflüsse (wie Raubtiere) zurückzuführen ist. Die Höhlenziege wurde im Durchschnitt fast doppelt so alt wie verwandte Arten des Festlands.

## Fundorte

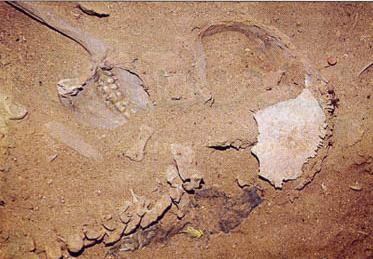
Grabungsplatz Cova de Muleta

In den prähistorischen Höhlen Cova de Muleta nahe Sóller (1908) und Son Gallard bei Deià (1962) gelegen. Im Gebirge der Serra de Tramuntana wurden unter dem Abri Son Matge Skelettteile von Myotragus balearicus vom Team der Archäologen William H. Waldren und Guillem Rosselló Bordoy geborgen; die Fragmente wurden in das Museum von Deià verbracht. Weitere Fundorte sind die Höhlen Cova Estrata in der Gemeinde Pollença und Cova des Moro in der Gemeinde Manacor.

## Erstbeschreibung
Bei ihrer Erstbeschreibung 1909 ging Dorothea Bate vom Britischen Museum (Abteilung Naturgeschichte) davon aus, dass die Höhlenziege eine Inselform darstellte und ihr Vorkommen auf das Pleistozän beschränkt war. Sie nahm an, dass Myotragus vor 40.000 bis 20.000 Jahren während der letzten Eiszeit ausstarb.

Fundstücke und Rekonstruktion
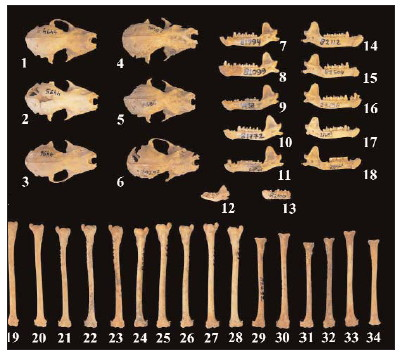
Fundstücke
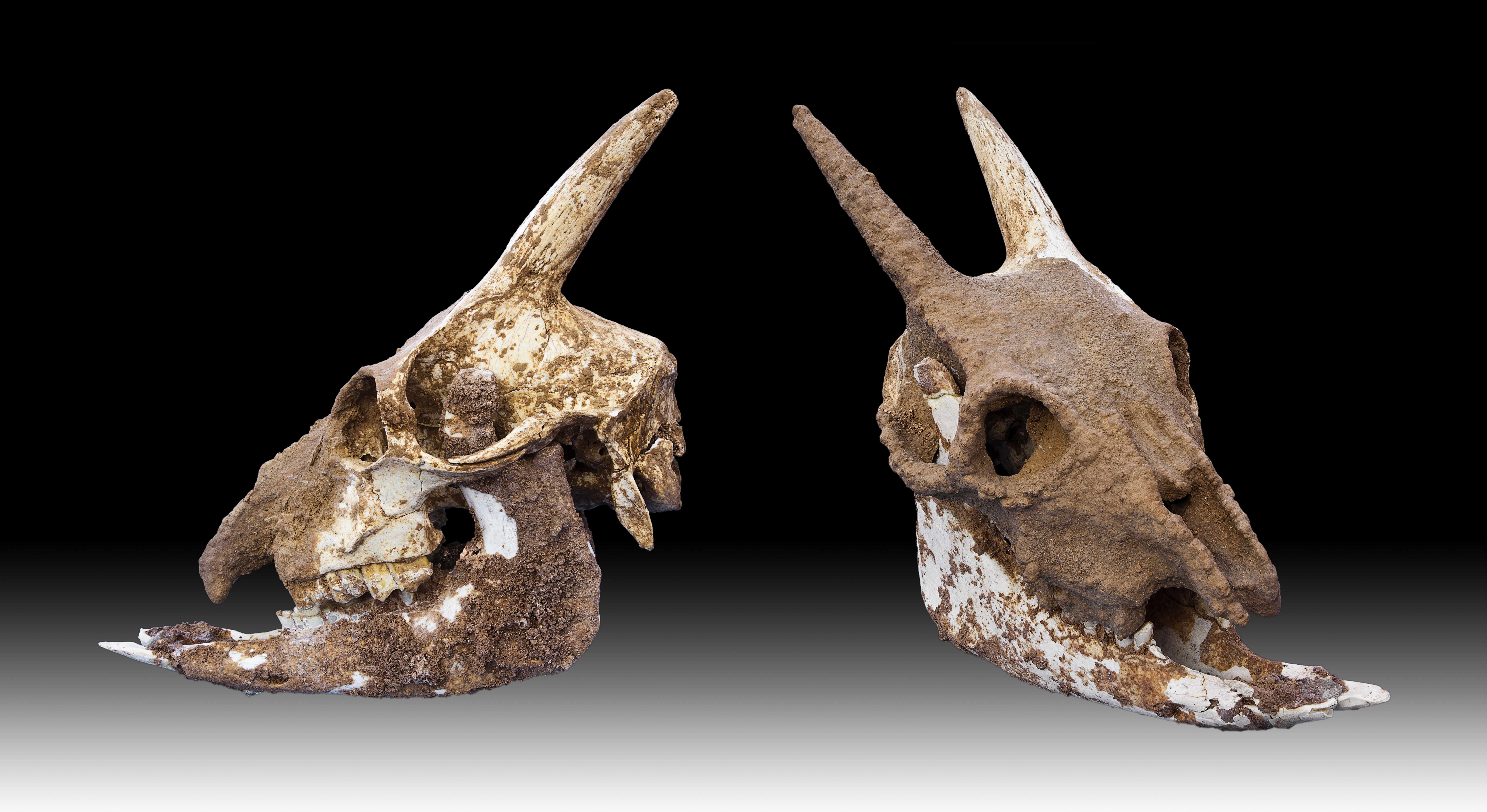
Schädelfunde mit Kiefer
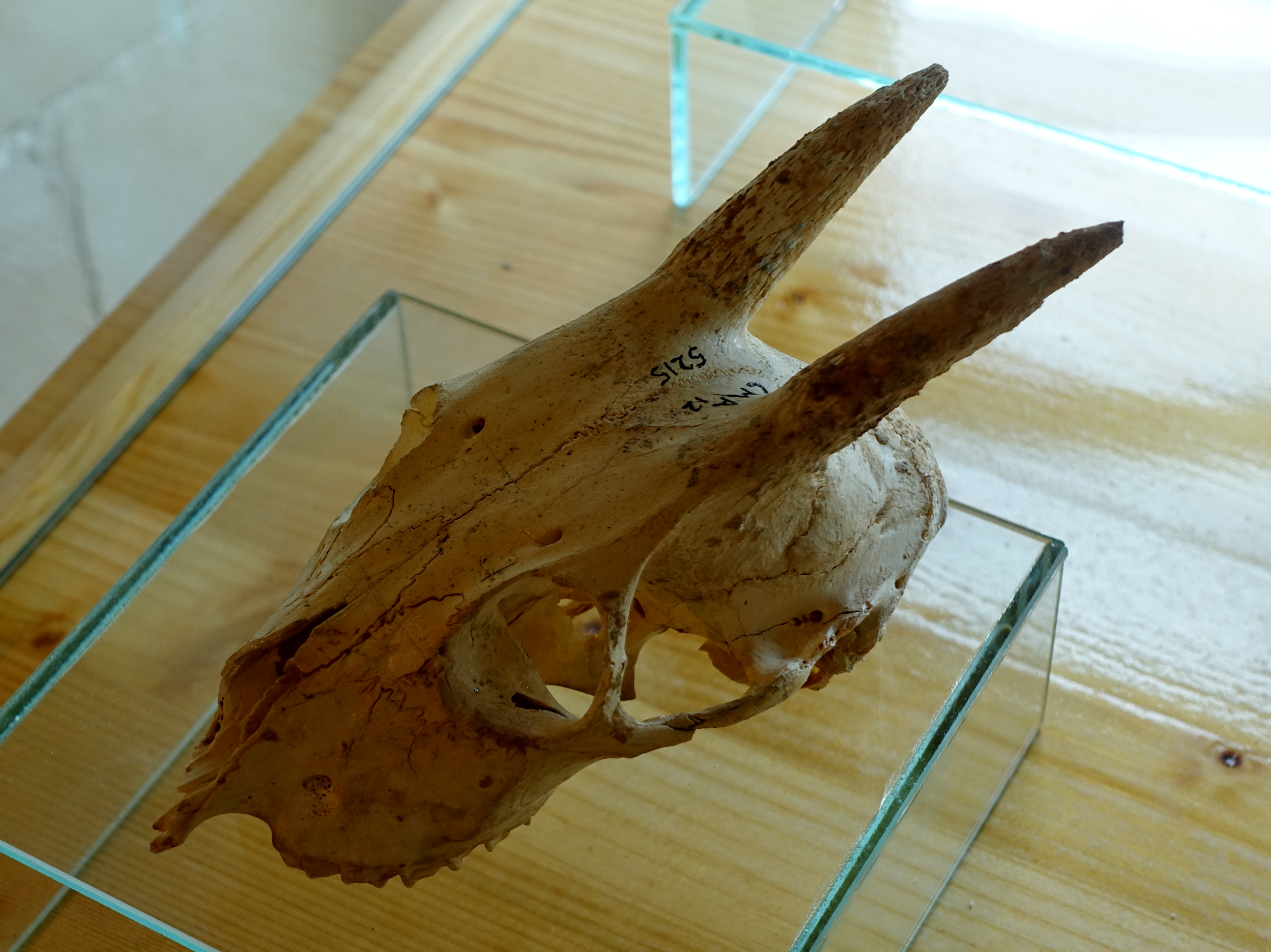
Schädelfund ohne Kiefer
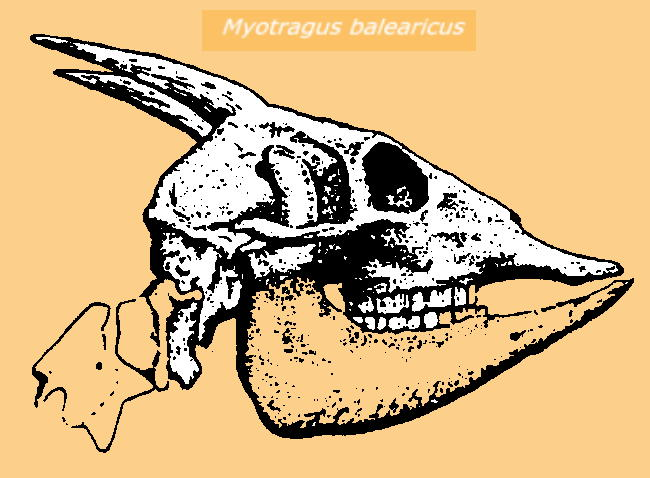
Schädelrekonstruktion